# Васильев, Владимир Александрович (государственный деятель)
Влади́мир Алекса́ндрович Васи́льев (род. 1 марта 1947 года) — российский политический и государственный деятель. Председатель Законодательного Собрания Кировской области третьего и четвёртого созывов (2005—2011). Почётный работник общего образования РФ.

## Биография
- 1972 год — окончил Нижнетагильский педагогический институт. 1980 год — Кировский политехнический институт по специальности «инженер-строитель»
- 1975—1985 — главный архитектор города Кирово-Чепецк
- 1985—1989 — секретарь парткома совхоза «Чепецкий»
- 1989 год — главный архитектор города Котельнич
- 1989—1994 — директор совхоза «Чепецкий» (с 1992 года — СНП АОЗТ «Чепецкое»)
- 1994—1997 — заместитель главы администрации Кирово-Чепецкого района
- 1997—2004 — глава администрации Кирово-Чепецкого района
- 2004—2005 — заместитель Председателя Законодательного Собрания Кировской области
- 2005—2006 — Председатель Законодательного Собрания Кировской области третьего созыва
- 2006—2011 — Председатель Законодательного Собрания Кировской области четвёртого созыва
- 2009—2010 — секретарь Политического совета Кировского регионального отделения партии «Единая Россия»

Награждён медалью ордена «За заслуги перед отечеством 2-й степени», медалью за перепись населения, знаком отличия «Парламент России».